# Sharon Olds
Sharon Olds, geboren als Sharon Stuart Cobb (San Francisco, 19 november 1942), is een Amerikaanse dichteres, feministe en universitair hoogleraar creative writing aan New York University. Olds wijdde haar proefschrift (1972) aan prosodie oftewel de lettergreepmeting en toonzetting in het werk van Ralph Waldo Emerson. Ze won in 2013 de Pulitzerprijs voor poëzie.

## Biografie
Sharon Olds groeide op binnen een streng calvinistisch gezin (Puritian Episcopalian). Olds studeerde aan Stanford University (B.A. 1964) en Columbia University (Ph.D. 1972).

## Werk
Olds' werk wordt wel gerekend tot de Amerikaanse traditie van bekentenispoëzie zoals gepraktiseerd door bekende dichters als Anne Sexton, Sylvia Plath en Robert Lowell. Voorts toont haar werk wat de centrale vaderthematiek en vrije versvorm aangaat ook verwantschap met de gedichten van Adrienne Rich. Ralph Waldo Emerson wordt door Olds vooral genoemd als een bevrijdende invloed op haar dichterlijke stem. De poëtische vernieuwing in Olds' werk is voornamelijk gelegen in het spel van waarheid en verdichting, haar unieke gebruik van beeldspraak en de ongekende lichamelijkheid. Belangrijke thema's in haar werk zijn religie (inclusief spiritualiteit), het lichaam, de positie van de vrouw, moederschap, de natuur, de vader-dochterrelatie en (interpersoonlijk en politiek) geweld.

## Privéleven
In 1968 huwde Olds psychiater David Douglas Olds die later hoogleraar psychiatrie aan Columbia University werd. Binnen dit huwelijk werden twee kinderen geboren, onder wie de acteur en schrijver Gabriel Emerson Olds (1972). In 1997 volgde een scheiding na 32 jaar huwelijk. Olds wijdde bundels aan haar intieme familieleven en, recenter, aan haar scheiding (Stag's Leap, 2012). 

## Bundels
- Satan Says, University of Pittsburgh Press, 1980
- The Dead and the Living, Knopf, 1983
- The Gold Cell, Knopf, 1987
- The Matter of This World, Slow Dancer Press, 1987
- The Sign of Saturn, Secker & Warburg, 1991
- The Father, Secker & Warburg, 1992
- The Wellspring, Knopf, 1996
- Blood, Tin, Straw, Knopf, 1999
- The Unswept Room, Knop, 2002
- Strike Sparks: Selected Poems 1980-2002, 2004
- One Secret Thing, Random House, 2008
- Stag's Leap, Knopf, 2012
- Odes, Knopf, 2016

## Literaire prijzen
- 1978: Creative Artists Public Service Grant
- 1978: Madeline Sadin Award
- 1979: Younger Poets Award
- 1980: 'Satan Says' inaugural San Francisco Poetry Center Award
- 1981-1982: Guggenheim Fellowship, John Simon Guggenheim Memorial Foundation
- 1982-1983: National Endowment for the Arts Fellowship
- 1983: 'The Dead and the Living' Lamont Poetry Prize
- 1984: National Book Critics Circle Award
- 1993-1996: Lila Bell Wallace Reader's Digest Writers Award
- 1998-2000: Poet Laureate of New York
- 2002: Academy of American Poets Fellowship
- 2003: Judge Griffin Poetry Prize
- 2004: Barnes & Noble Writers for Writers Awards
- 2004: lidmaatschap American Academy of Arts and Sciences
- 2006-2012: Chancellor of the Academy of American Poets
- 2012: T.S. Eliot Prize voor Stag's Leap
- 2013: Pulitzer Prize voor 'Stag's Leap
- 2014: Donald Hall-Jane Kenyon Prize in American Poetry
- 2015: verkozen tot lid van de American Academy of Arts and Letters

## Secundaire literatuur
- Bedient, Calvin, Sharon Olds, and Mary Kinzie. "Sentencing Eros." (1993): 169-181.
- Fotinos, Nicoletta. "Moderne Somatografie: het lichamelijke schrijven van Sharon Olds en Olga Broumas", Lust en Gratie. 64, (2000): 136-153.
- Johnson, Elizabeth M. "Mothering in the Poems of Sharon Olds: The Choice Not to Abuse." Journal of the Motherhood Initiative for Research and Community Involvement 4.1 (2002).
- Keefe, Anne. "The Day They Tied Me Up": Serial Return, Punishment, and the Phenomenology of Memory in the Work of Sharon Olds Contemporary Women's Writing, 2015
- Matson, Suzanne. "Talking To Our Father: The Political and Mythical Appropriations of Adrienne Rich and Sharon Olds." The American Poetry Review 18.6 (1989): 35-41.
- Ostriker, Alicia. "I Am (Not) This: Erotic Discourse in Bishop, Olds, and Stevens." The Wallace Stevens Journal 19.2 (1995): 234.
- Starr, Ann, and Susan Merrill Squier. "Speaking Women's Bodies: a conversation." Literature and Medicine 17.2 (1998): 231-254.
- Tanner, Laura E. "Death-watch: Terminal illness and the gaze in Sharon Olds's The Father." Mosaic: A Journal for the Interdisciplinary Study of Literature 29.1 (1996): 103.
- Wiltshire, John. "Biography, pathography, and the recovery of meaning." The Cambridge Quarterly 29.4 (2000): 409-422.

- Bibsys: 90157532
- Biblioteca Nacional de España: XX1710345
- Bibliothèque nationale de France: cb125407002 (data)
- Catàleg d'autoritats de noms i títols de Catalunya: 981058598422106706
- CiNii: DA09654695
- Gemeinsame Normdatei: 129216054
- International Standard Name Identifier: 0000 0001 0871 4823
- Library of Congress Control Number: n79125390
- MusicBrainz: c377f61a-cb44-48db-9c84-482f212c59fc
- Nationale Bibliotheek van Tsjechië: js20071214002
- Nationale Bibliotheek van Israël: 987007460893505171
- Nederlandse Thesaurus van Auteursnamen: 087524139
- SNAC: w6t447rx
- Système universitaire de documentation: 034677216
- Virtual International Authority File: 13382047
- WorldCat: E39PBJdWWQhcJFGqDwMdwjVQv3